# Alice's Restaurant
Pour les articles homonymes, voir Alice.
Pour plus de détails, voir Fiche technique et Distribution.
Alice's Restaurant est un film américain de 1969, réalisé par Arthur Penn, adapté du texte de la chanson homonyme d'Arlo Guthrie, chanson elle-même inspirée d'une anecdote vécue par son auteur.

## Synopsis
Comme la chanson, le film est une critique satirique du service militaire obligatoire aux États-Unis au moment de la guerre du Viêt Nam, dans le style humoristique des hippies.
La base en est une anecdote vécue par Arlo Guthrie et ses amis en 1965 : pendant la fête de l'Action de grâce, Arlo et un ami avaient vidé les poubelles de leurs amis Alice Brock et Ray Brock, en les jetant en bas d'une colline, la décharge officielle étant fermée. Ils furent arrêtés par l'officier Obie et ont dû comparaître devant le juge, ramasser les déchets et payer une amende de 50 USD. À la fin de l'histoire, Arlo, au cours d'une visite d'aptitude militaire, ne peut pas servir dans l'armée à cause de « son passé criminel ».
Autour de cette péripétie, le film raconte le rassemblement de tous leurs amis autour d'Alice et Ray, de leur restaurant, des fêtes organisées dans une chapelle déconsacrée qu'ils ont rachetée dans le village de Stockbridge.
On y voit également Arlo rendre visite à son père Woody Guthrie hospitalisé, où il rencontre sa mère et aussi le chanteur Pete Seeger joué par lui-même.

## Fiche technique
- Titre : Alice's Restaurant
- Réalisation : Arthur Penn
- Scénario : Arthur Penn et Venable Herndon d'après la chanson The Alice's Restaurant Massacree d'Arlo Guthrie
- Production : Hillard Elkins, Joseph Manduke et Harold Leventhal
- Musique : Arlo Guthrie
- Direction musicale : Fred Hellerman
- Photographie : Michael Nebbia
- Cameraman : Victor J. Kemper
- Montage : Dede Allen
- Costumes : Anna Hill Johnstone
- Sociétés de production : Elkins Entertainment et Florin
- Société de distribution : United Artists
- Genre : Comédie dramatique et film musical
- Pays de production :  États-Unis
- Langue : anglais
- Durée : 111 minutes
- Format : Couleurs - 35 mm - 1.85 : 1 - Mono
- Dates de sortie : 
  - États-Unis : 20 août 1969
  - France : 27 février 1970
  - Belgique : 21 août 1970

## Distribution
- Arlo Guthrie : lui-même
- Patricia Quinn : Alice  Brock
- James Broderick : Ray Brock
- Pete Seeger : lui-même
- Lee Hays : lui-même
- William Obanhein : lui-même, le chef de la police de Stockbridge, Officier Obie
- Joseph Boley : Woody Guthrie
- Sylvia Davis : Marjorie Guthrie
- M. Emmet Walsh : le sergent du groupe W
- James Hannon : lui-même (le juge)
- Alice Brock : Suzy
- Graham Jarvis : le professeur de musique
- Vinnette Carroll (non créditée) : une employée de rédaction

## Autour du film

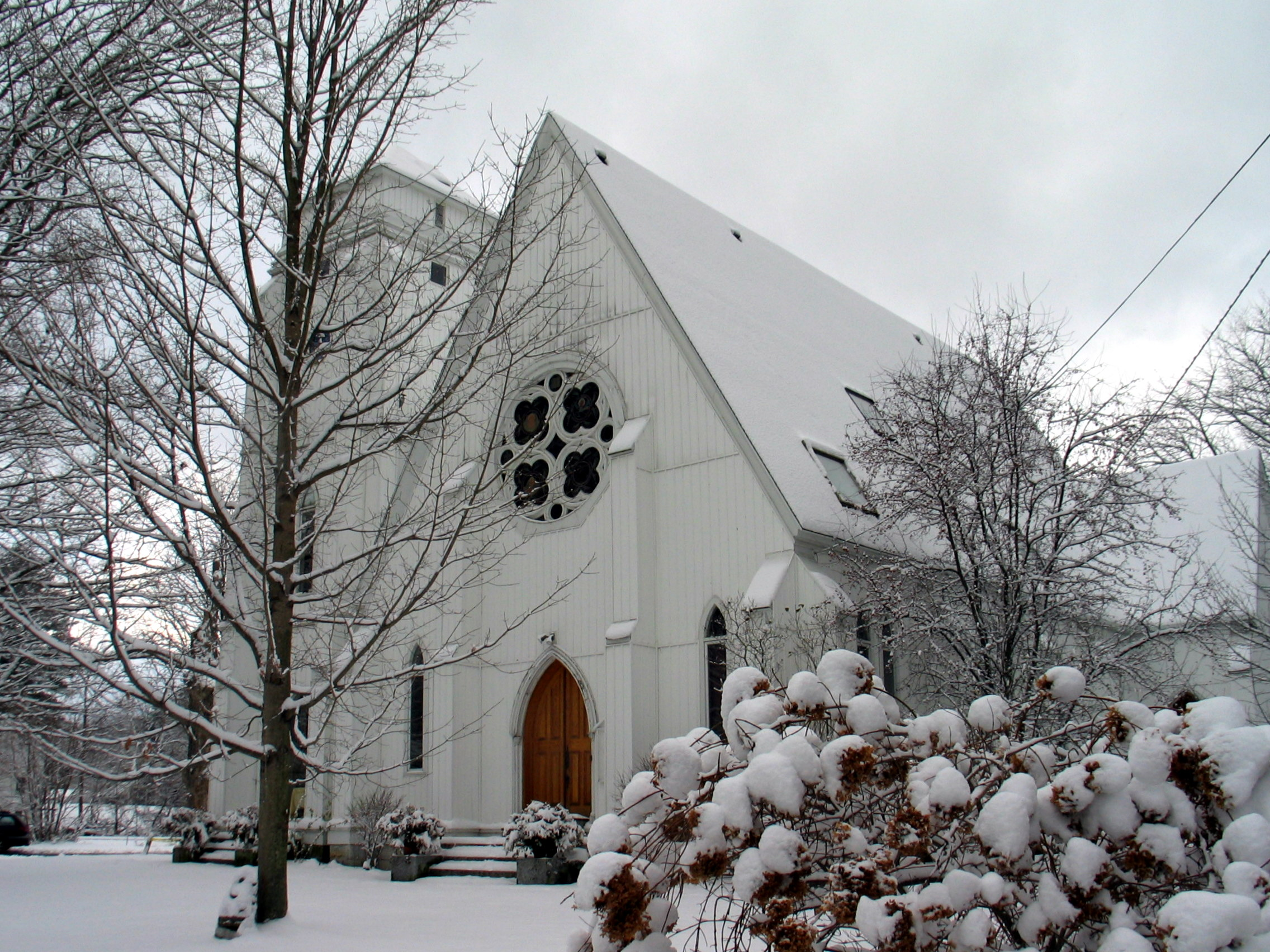
La chapelle, un des lieux réels de l'anecdote de 1965

- La vraie Alice Brock apparaît au moins 3 fois, incarnant des personnages secondaires, suivant le principe cinématographique du caméo. Dans la scène où Ray et ses amis travaillent à l'isolation de l'église, elle porte un haut à col roulé brun et est coiffée d'une queue de cheval. Lors du dîner de Thanksgiving, elle est vêtue d'un chemisier rose vif. Au mariage, elle a une robe de style western.[réf. nécessaire]
- La chapelle est devenue depuis The Guthrie Center[1].

## Récompenses et distinctions

### Nominations
- nommé à l'Oscar du meilleur réalisateur (1970) - Arthur Penn
- nommé aux Writers Guild of America Award (Screen) for Best Drama Written Directly for the Screen (1970) - Venable Herndon, Arthur Penn
- Troisième prix - Laurel Awards - Golden Laurel for Comedy (1970)
- nommé aux British Academy of Film and Television Arts Awards - Anthony Asquith Award for Film Music (1971) - Arlo Guthrie